# リボルバー 青い春
『リボルバー 青い春』（リボルバー あおいはる）は、狩撫麻礼（原作）・松本大洋（作画）の漫画『リボルバー』を映像化した青春ドラマ。同原作者による映画『青い春』のヒットを受けて製作されたオリジナル・ビデオ（OV）作品で、2003年7月にCS708chで放映された。

## 出演
- オサム：玉木宏
- コージ：佐藤隆太
- タツトシ：森山未來
- ミドリ：前田綾花
- 三田：近藤公園
- 門脇：大杉漣
- 風間：上地雄輔

## スタッフ
- 監督：渡辺武
- 脚本：佐藤佐吉
- 撮影：森英男
- 製作：亀井修・仁平幸男
- 企画プロデュース：小林智浩・矢部浩彦・宮崎　大
- 原作：狩撫麻礼・松本大洋「リボルバー」（「青い春 松本大洋短編集」小学館刊）
- 制作：小学館・ケイエスエス